# Rua 25 de Marzo
La Rua 25 de Marzo (en portugués: Rua 25 de Março) es una calle ubicada en la región central de la ciudad de São Paulo, Brasil, considerada el centro comercial más grande de América Latina ya que es una de las zonas comerciales al por mayor y menor más concurridas de la ciudad. Su origen está ligado a importantes procesos de colonización y urbanización de la capital paulistana, siendo una región importante para la historia de la ciudad debido a sus actividades comerciales y sociales.
La historia de la calle también está marcada por la fuerte presencia de inmigrantes, especialmente sírios, libaneses y chinos. El nombre actual de la vía fue acto del diputado Malaquías Rogério en el año de 1865 y es un homenaje a la primera constitución brasileña. La rua 25 de Marzo tiene una fuerte influencia en las actividades económicas de la ciudad de Sao Paulo en la actualidad actuales, moviendo billones de reales por año en más de 4800 establecimientos comerciales. Incluso con los fenómenos contemporáneos de vaciamiento de los centros tradicionales y la extensión de las áreas dedicadas al comercio, la rua 25 de Marzo pasó por cambios y adaptaciones y mantiene su importancia social, cultural y económica para la ciudad y el país.
En la actualidad, el comercio local es conocido por la gran cantidad de puestos de venta ambulante que se disputan el espacio con las tiendas, centros comerciales y galerías. Estos establecimientos ofrecen los más variados productos tanto nacionales como importados. A pesar de que la zona tiene una gran importancia económica, social y cultural para la sociedad, casos de irregularidades con la mercadería, poca seguridad pública y otros delitos también forman parte de la historia de la calle

## Etimología
La calle obtuvo su nombre en 1865 en homenaje a la constitución brasileña de 1824, firmada el 25 de marzo de ese año y convirtiéndose en la primera constitución del país. Sin embargo, antes tuvo otros nombres: rua Várzea do Glicério, rua das Sete Voltas, rua de Baixo y rua Baixa de São Bento. 

## Historia

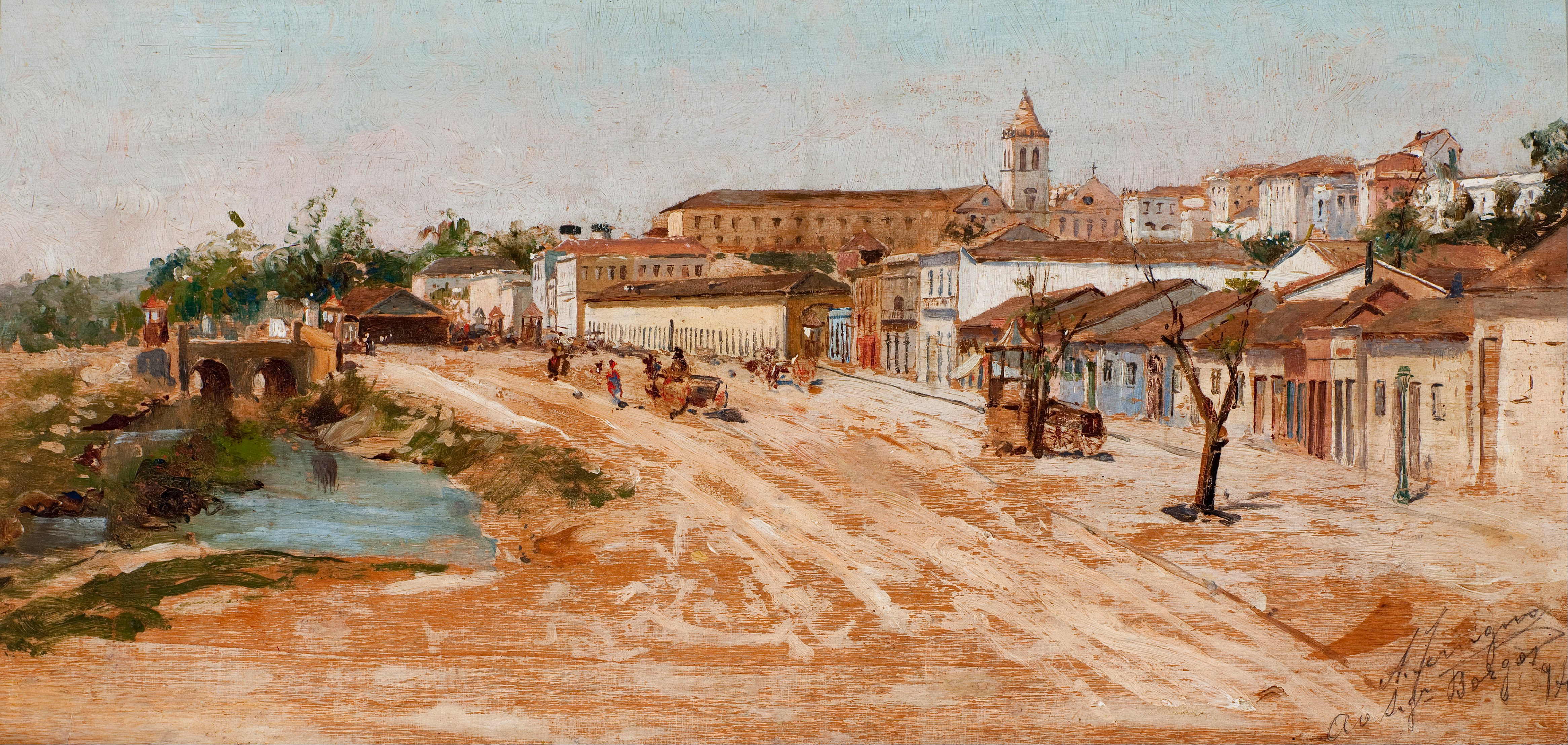
Pintura: Rua 25 de Março - Antonio Ferrigno (1894)

### Formación
La formación de la calle se dio a la vera del río Tamanduateí, en el lugar llamado Beco das Sete Voltas. Años depsués, con la rectificación del curso del río, se abrió una calle que unía el Ponte do Carmo al Porto São Bento (después denominado "Geral") y empezó a llamarse Baixa de São Bento ya que se encontraba abajo del monasterio de São Bento y fue el primer lugar urbanizado de la ciudad baja.
Los primeros comerciantes de los que se tiene registro en llegar a la zona para desarrollar actividades comerciales fueron los árabes Estos migrantes importaban, principalmente, tejidos y por mucho tiempo fueron los principales comerciantes de la región. El precio inferior del terreno en comparación con otras zonas comerciales de la ciudad se explica por las inundaciones que se produjeron en los primeros años de la calle cuando el río Tamanduateí, cercano a la Ladeira Porto Geral aún no había sido canalizado.  Esa ladera lleva el nombre del antiguo puerto que quedaba ahí.
La relación de la calle 25 de Marzo con la historia de la ciudad de Sao Paulo viene de sus primeros años. El río Tamanduateí era una de las principales entradas de mercaderías de la región. Las cargas importadas salían del puerto de Santos y llegaban al Porto Geral, este último se encontraba cerca del Pátio do Colégio, ambos cercanos a la calle.
Antes de tomar el nombre de 25 de Marzo en 1865, el trecho a las márgenes del río Tamanduateí fue llamado "rua das Sete Voltas" debido a las curvas sinuosas del río. Las frecuentes crecidas del río fueron uno de los principales motivos para su rectificación. Este proceso comenzó en 1848 y concluyó en dos momentos, el segundo entre 1896 y 1914. Una de las crecidas más famosas ocurrió en el año de 1850 por causa de una fuerte lluvia. Los estragos fueron tan grandes que la ciudad de Santos ofreció ayuda financiera para los vecinos necesitados. Después del episodio, los administradores de la ciudad sintieron la necesidad de crear reglas y normas de carácter urbanístico y arquitectónico para el mejor funcionamiento de las vías, y fue a partir de 1850 que estas fueron definidas y puestas en vigor.
El día 28 de noviembre de 1865, el concejal Malaquias Rogério presentó un oficio sugiriendo el cambio de nombre de algunas calles, entre ella, el cambio de la rua de Baixo a "rua 25 de Marzo". A fines de la década de 1920, la calle ya contaba con cerca de 580 mil habitantes y más de 500 tiendas, según la Alcaldía de Sao Paulo. Las primeras estaciones del metro cercanas a la región surgieron a fines de los años 1970.

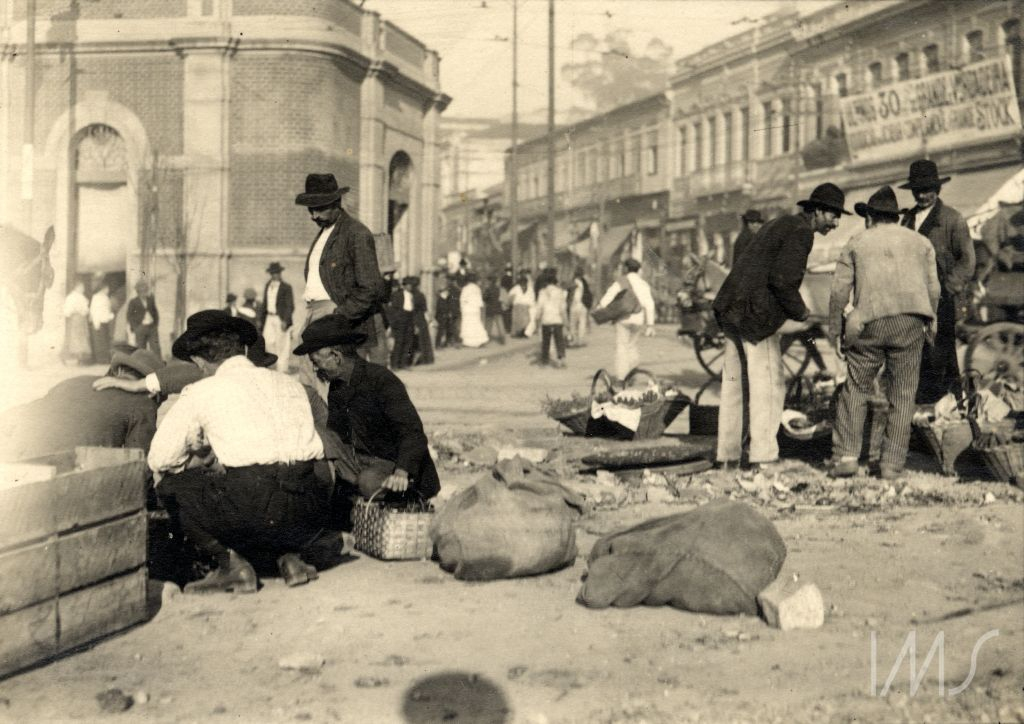
Mercado Municipal en la década de 1910, región cercana a la rua 25 de Marzo

### Consolidación
A partir de los años 1930, la rua 25 de Marzo fue conocida como "calle de los turcos" debido a la gran presencia de sirios, libaneses y árabes. Este grupo demográfico sufrió persecuciones durante esta época por que no trabajaba en la producción agrícolas del país, actividad comúnmente ejercida por los inmigrantes que llegaban al país, sino en las actividades comerciales. A fines de la década de 1930, los inmigrantes sirio-libaneses ya poseían más de la mitad de los establecimientos comerciales mayoristas y minoristas de la ciudad de Sao Paulo, siendo más conocidos por su trabajo con la industria textil. El plano de avenidas y grandes obras viales ejecutadas por la alcaldía ayudaron a la dispersión de los predios residenciales para otras regiones de la ciudad y contribuyeron tanto para el carácter comercial de la calle como para su verticalización. En 1960, la zona cercana a la calle 25 de marzo ya contaba con cerca de 3.7 millones de habitantes.

## Expansión
Los productos nacionales tomaron fuerza en la 25 de Marzo en los años 1970 hacia adelante y los productos importados fueron reintroducidos en los años 1980. China y Paraguay son los principales exportadores de productos que llegan a la zona de la 25 de Marzo hacia el final del siglo XX. En los años siguientes, las industrias nacionales saldrían de la capital paulistana hacia el interior, encareciendo los productos debido al flete. Como consecuencia, los productos importados obtuvieron mayor éxito de ventas en relación a los nacionales debido a los precios más bajos.
Las ventas al por menor se destacan a partir de los años 1980 aunque manteniéndose fuertes las ventas al mayoreo. Los establecimientos se adaptaron a las nuevas demandas y a los estímulos del mercado y las grandes tiendas dieron paso a las galerías que, a su vez, se enfocan en productos importados. A comienzos de la década de 1990, el comercio se aproximó a la informalidad y creció el número de vendedores ambulantes para competir con los productos de bajo precio venidos de China y Corea. El crecimiento de la zona atrajo inversión pública y el transporte en el área central de Sao Paula se vio fomentado, expandiendo la circulación.

### Globalización
El fenómeno de la globalización en el siglo XXI trajo cambios para la dinámica comercial de la calle. La escala del transporte y la importación de productos aumentó significativamente; contenedores llenos de mercancía llegan a Brasil y son vendidos a una gran masa de consumidores. En esta época, se estima que la calle 25 de Marzo recibe más de 1,2 millones de personas al día. La diversidad de la mercancía vendida y sus orígenes alcanzan nuevas cotas. El flujo de consumidores, la alta incidencia de productos irregulares y problemas de seguridad hicieron que la alcaldía buscase soluciones para el mejor funcionamiento de la zona.

## Ubicación geográfica
La calle es una vía pública que se encuentra en la zona central de la ciudad y que hace esquina con la Ladeira Porto Geral. La estación del metro más próxima es la São Bento de la línea 1 - Azul.

## Importancia económica
La rua 25 de Marzo es conocida en la actualidad como el centro comercial a cielo abierto más grande del mundo. En el año 2008, la "Univinco" (Unión de tenderos de la rua 25 de Marzo y Adyacencias) divulgó datos que estimaban que cerca de 10 billones de reales circulaban en la región, caracterizando al área comercial como una gran recaudadora de impuestos con capacidad de girar recursos monetarios. Según Univinco, la creación de empleos y la importante contribución al PBI nacional hizo de esta zona el área urbana con mayor volumen de recaudación, entre los centros comerciales, con relación a impuestos estaduales y municipales. En 2014, la Univinco divulgó datos afirmando que la zona movió más de 17 billones de reales en ese año y que recibió más de un millón de personas por día durante los meses anteriores a las fiestas de fin de año. Según Univinco, en el 2018, los productos cosméticos como maquillajes fueron cerca del 40% de lo vendido en la zona. A pesar de la importancia económica formal de la zona para el país, la piratería es uno de sus puntos más notorios en la actualidad, siendo frecuente el embargo de cargamentos ilegales. En noviembre del 2018, fueron retenidos más de 60 mil productos ilegales por la alcaldía en la zona.
Datos del 2009 apuntaban como principal consumidor de la 25 de MArzo a las clases sociales D y E, sumando un 68% del total. En el 2015, el periódico O Estado de S. Paulo señalaba que las clases A y B eran el 56% de los consumidores y el 44% restante de las clases C y D.
En octubre del 2018, los vendedores ambulantes llamaron la atención de los medios con la venta de "linternas de choque" importadas de China. El artículo con forma de linterna dispara choques eléctricos con una intensidad aproximada de 15 voltios. Los productos son más buscados por mujeres interesadas en defensa personal según los comerciantes.

## Productos irregulares y seguridad

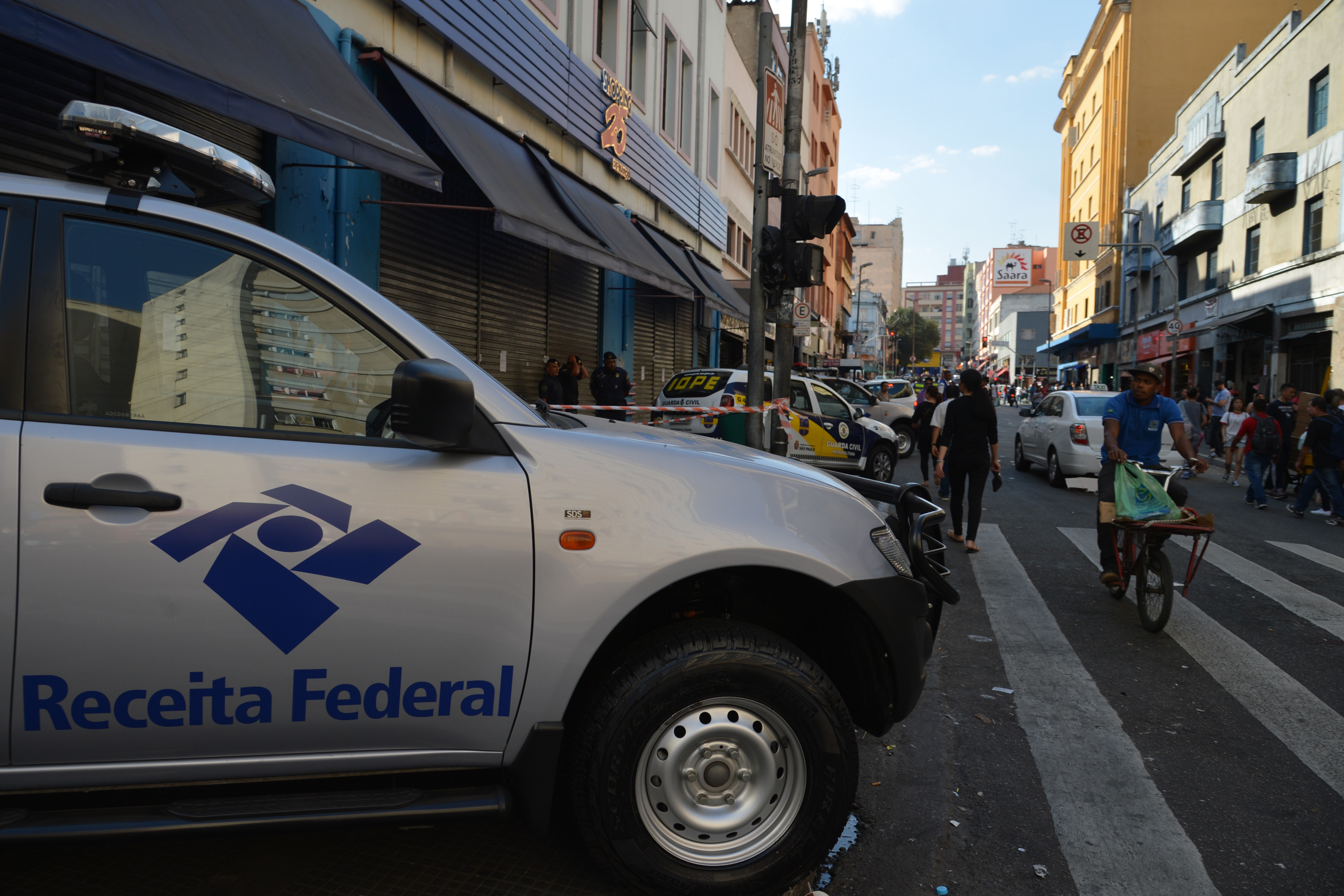
Vehículo de la Receita Federal durante la "Operação Setembro" para combatir la venta de productos falsificados (2017)

La calle 25 de Marzo es, frecuentemente, relacionada con la venda de mercancías calificadas como ilegales. En el 2017, la Receita Federal junto con la alcaldía de la ciudad cerraron un centro comercial durante una operación contra el comercio irregular. Las instituciones estimaron que el establecimiento tenía más de 800 toneladas de productos irregulares con origen en el contrabando y la falsificación. La Receita Federal afirmó, durante la operación, que la venta de mercancías irregulares produce efectos en otras actividades criminales como lavado de dinero, corrupción, esclavitud y daños a la salud pública. En noviembre del 2018, la Receita Federal realizó una operación con el objetivo de retener más de 30 mil gorras falsificadas y provenientes del contrabando. Ese mismo mes, la alcaldía cerró una tienda de cuatro pisos con más de 60 mil bolsos falsificados.
Desde sus primeros años, la calle 25 de Marzo lidia con problemas de seguridad pública relacionados con actos violentos de robo y muerte. El comerciante Elias Farah, dueño de una tienda de tejidos, fue estrangulado y descuartizado por uno de sus empleados en 1908. En el 2006, la Guardia Civil Metropolitana presentó un proyecto de monitoreo electrónico instalado en los puntos con mayor incidencia de robos. Como consecuencia de eso, algunas bandas locales lanzaron amenazas y vandalizaron los cables del sistema de seguridad.